# 倉吉信用金庫
倉吉信用金庫（くらよししんようきんこ）は、鳥取県倉吉市に本店を置く信用金庫。

## 沿革
- 1912年4月　倉吉信用購買組合設立。
- 1918年2月　倉吉信用組合と改称。
- 1952年11月　信用金庫に転換、倉吉信用金庫に改組。
- 1985年10月　岡山県真庭郡川上村（現・真庭市）に真庭支店を開設。
- 1997年11月　倉吉支店をうつぶき支店へ新築移転改称。
- 1999年3月　郵便貯金とATMの提携を開始（要手数料）。
- 1999年11月　鳥取支店を新築移転。
- 2001年2月　松崎支店を東郷支店へ新築移転改称。
- 2004年10月1日　山陰合同銀行とATM・CD相互無料提携（さんいんネットサービス）を開始。
- 2012年12月17日　西支店をうつぶき支店へ統合。
- 2014年1月27日　鳥取支店を本店営業部へ統合。鳥取市から撤退（ただし、鳥取市収納代理金融機関は継続）。

## 営業範囲
- 鳥取県　鳥取市（用瀬町、佐治町を除く）、倉吉市、岩美郡岩美町、八頭郡八頭町（旧八東町を除く）、東伯郡三朝町、湯梨浜町、琴浦町、北栄町、西伯郡大山町（旧中山町）
- 岡山県　真庭市（蒜山）

## ATMについて
倉吉信用金庫のATM・CD（他の金融機関との共同ATM・CDを除く）では、他の信用金庫（しんきんATMゼロネットサービス）のキャッシュカードでも、平日8:45～18:00の入出金、土曜9:00～14:00の出金に限り手数料が無料となる。
また、山陰合同銀行（さんいんネットサービス）のキャッシュカードでも、平日8:45～18:00の出金は手数料が無料、平日8:00～8:45・18:00～21:00の出金、土曜・休日9:00～17:00の出金は手数料が108円となる。